# Велика Влахия
 Тази статия е за областта в Тесалия.  За областта във Влашко вижте Мунтения.  
Велика Влахия (на гръцки: Μεγάλη Βλαχία; на румънски: Vlahia Mare) е средновековна област около Тесалийската равнина, включваща предимно по-високите части на планините. Терминът е в употреба през периода XIII – XIV век по време на т.нар. франкократия.

## История
Ана Комнина, през XII век съобщава за т.нар. Велика Влахия с нейните селища и съюзи в планините на Тесалия, и най-вече в Пинд. Алексиадата е основен исторически източник и за т.нар. въстание на Никулица Делфина.
През същия век равинът Бенямин Туделски счита, че няма сила, която да покори власите. След превземането на Константинопол от латините, византийските хронисти съобщават за възникването на независими на практика влашки владения в планините на Тесалия, обозначавани все така като Велика Влахия.
От XI век насетне Пинд и съседната планинска част на Тесалия носят името Влахия, което понякога се давало и на цяла Тесалия. След Partitio terrarum imperii Romaniae, към началото на XII век, Тесалия започва да се нарича Влахия или Голяма Влахия.
През 1278 г. е обособено Тесалийско княжество, което съществува до завладяването му и присъединяването на всички земи на Тесалия, Епир и Етолоакарнания (Мала Влахия) от Стефан Душан, който се прогласява за „цар на сърби и гърци“. Стефан Душан приема и титлата „граф на Влахия“, а бившите земи на Епирското деспотство са наричани Влахиотска земя през втората половина на XIV век, като Йоан Кантакузин нарича Тесалия – Източна Влахия.
Първоначално Велика Влахия е част от Епирското деспотство след превземането на Константинопол (1204), а след Клокотнишката битка, заедно с по-голяма част от земите на деспотата, е в границите на Втората българска държава.
След смъртта на цар Стефан Душан, Велика Влахия е част от новото Епирско царство, след което е завладяна от Турахан бей, за да бъде обособена в Трикалски санджак. 